# Simon Mathew
Simon Mathew er en dansk skuespiller og er tidligere sanger.

## Karriere
Han valgte at forfølge en karriere inden for musikken og senere skuespillet efter hans ansøgning om at blive politibetjent blev afvist. 
Han fik sin debut som gospelsanger i år 2000, hos Royal Lovsang, og blev alment kendt i 2005, da han vandt TV 2s talentkonkurrence Scenen er din, og samme år udgav han sit første soloalbum. I 2007 nåede han finalen i TV 2-programmet Vild med dans. 
I 2008 vandt han Dansk Melodi Grand Prix med sangen "All Night Long", og repræsenterede Danmark i Eurovision Song Contest 2008.
Han har spillet med i den nye udgave af Skammerens datter (2012) på Østre Gasværk Teater. I 2013 spillede han med i Idioterne på Det kongelige Teater.   
Simon har, efter sin karriere som sanger, taget en fire-årig uddannelse som skuespiller fra Statens Teaterskole i 2014, og havde sin debut i Rolling Stones Teaterkoncert i efteråret 2014. Her viste han sit store talent inden for skuespil blandet sammen med det sangtalent vi har mødt før. I 2015 spillede han med i Ein Bischen Frieden på Aalborg Teater samt Glansbilledsamlerne på Statens Scenekunstskole. I 2016 spillede han med i Tartuffe på Betty Nansen Teatret. I 2016 var han fastansat i ensemblet på Aarhus Teater, hvor han imponerede på scenen med sit skuespiltalent i hovedsædet. 

## Opvækst og privatliv
Trods sit engelskklingende navn, er Simon Mathew født og opvokset i Hirtshals, Nordjylland i en musikalsk familie. Sammen med søstrene Rebekka og Sabina har han optrådt med bandet Mathews. Han har også to andre søskende, Andreas og Maria.  
Simon Mathew er kærester med skuespillerinden Anne Plauborg. 

## Diskografi
- Simon Mathew – 2005
- All For Fame – 2008

## Udsendte singler
- "These Arms" – 2005
- "All Night Long" sang til Eurovision Song Contest 2008 – 2008

## Medvirker på
- Hjertets Lovsang (Royal Lovsang) – 2000